# وليد مارديني
وليد مارديني، أديب وكاتب وقاص شعبي سوري. ولد في 30 تشرين الأول عام 1937 في مدينة دمشق لأسرة برجوازية ورحل في 17/5/2000

## أعماله
قدم ما يزيد عن 11000 عمل إذاعي مسجل في أرشيف إذاعة دمشق، إضافة إلى أعماله المسرحية والتلفزيونية. يمكن القول بأنه قد منح لقب كاتب شعبي بجدارة لرصده مرحلة عاشها بكل نبض ونفس. لكن الحياة لم تنعم عليه بالرحيل وهو مطمئن لرؤية قلمه وقد صار بيد كاتب شعبي آخر يتولى مهمة الأدب الشعبي في سوريا. بل فارق الحياة بدمعة حزن في عينه، وأما عن ارثه فلم يكن يخشى عليه من النسيان فالذاكرة الشعبية لا تموت. ويكفيه أن ترك على الأرض بعض آثار من دماء كما قال ذات مرة.

## بدايته
بدأت هوايته الفنية خلال مرحلة الدراسة الإعدادية في معهد العلوم والآداب بدمشق حينها التقت مجموعة من الشبان على حب الفن من بينها الراحل محمود جبر وعلي الأسعد وقاسم حيدر وزياد جبري وسعيد عبد السلام ومنذر النفوري وعبد الوهاب مأمون وعدنان حبال وغيرهم. 

كتب ومثل حينها مسرحيتين إحداهما كوميدية بعنوان (ناسي أفندي) والأخرى وطنية بعنوان (شهداء الوطن)، وتم تقديمهما على مسرح معهد اللاييك. وكانت هذه المجموعة من دون تسمية إلا أنه في عام 1954 سميت بالنادي الفني. وتوالت بعدها الأعمال المسرحية مثل (المنحوس السادس عشر) المقتبسة و (أنا والزواج والعذاب) و (أخيراً زعيتر أتجوز) وعدد آخر من الأعمال الوطنية والكوميدية. 

والجدير ذكره أن النادي الفني كان بمثابة مدرسة حقيقية انتسب إليها فيما بعد أكرم خلقي ويوسف شويري وغيرهم. أما بالنسبة للعنصر النسائي فقد كان يتم اختيار أحد الفنانين ليقوم بتقديم دور المرأة مثل أنور البابا لتنضم إلى النادي فيما بعض الفنانات القديرات مثل أولغا غنوم و ظفيرة قطان ونجوى صدقي وقمر مرتضى.

أما عن الإذاعة فإن وجود مكتب لإذاعة صوت أمريكا بإدارة الفنان سلامة الأغواني في نفس المبنى الذي يتواجد فيه مقر النادي الفني قد ساعد الفرقة كثيراً على تقديم العديد من التمثيليات الإذاعية من تأليف وتمثيل العديد من فناني النادي.
وفي أوائل الستينات من القرن المنصرم أراد الأستاذ صبحي المحاسب والذي كان مديراً للإذاعة في ذلك الوقت أن يستقطب المواهب الشابة لتقدم برامجها عبر أثير إذاعة دمشق، فبدأ بالبحث وعندما سمع بأن هناك فرقة مسرحية شابة تحمل اسم النادي الفني تعرف إليها وأعجبه ما تقدم هذه الفرقة فكتب وليد مارديني ومثل بصحبة علي الأسعد أول سلسلة كوميدية تحت عنوان «اللهم إني صائم» ثم سلسلة «أوعى تضحك» حتى اجتمع بالفنان تيسير السعدي وكتب له سلسلته الشهيرة صابر وصبرية الساخرة التي كانت من أهم مقبلات مائدة رمضان، والتي قام ببطولتها كل من الراحل تيسير السعدي والراحلة صبا المحمودي زوجته.

وقد سبق هذه الأعمال في إذاعة دمشق باكورة أعماله والتي كانت بها انطلاقته تمثيلية رومانسية بعنوان (هل يعود الربيع). إلا أن الكاتب الشعبي الذي يستشعر بإحساسه كل المفارقات المضحكة والمواقف الكوميدية ليرويها لا ليضحك الناس وإنما ليلفت نظرها أيضاً إلى العيوب والمثالب في المجتمع دون أن يتعالى عليها. لا بد أيضاً للمواقف الإنسانية والأحداث التي عاشها مجتمعة أن تحرك مشاعره وتستفزه لكتابتها، فكتب «بطل من بلدي» وأبو عمر ديبو) وأحمد مريود وغيرها من الملاحم البطولية لأبطال اشتركوا في معارك الدفاع عن الوطن. بالإضافة إلى أعمال روى فيها قصص نضال عالمية ألهبت مشاعر العالم في وقتها (فتاة من اليابان)، إضافة إلى أعمال تاريخية مثل «أسماء بنت أبي بكر» ومسلسلات كوميدية قام ببطولتها محمود جبر «يا رايح كتر ملايح» و«أهل حارتنا»، وعدداً من الفنانين مثل أيمن زيدان وياسر العظمة وزياد مولوي وغيرهم، بالإضافة لعدد كبير من برامج المنوعات التي قدمت في السهرة، ناهيك عن الفقرات التمثيلية اليومية التي شارك بتمثيلها في برنامج البث المباشر الإذاعي الصباحي والتي يعرض فيها المشكلات الحياتية التي يعاني منها المواطن لإيصال صوت هذا الأخير إلى الجهات أصحاب الاختصاص.
أما في التلفزيون، فقد كان مقلاً لانشغاله بالإذاعة والمسرح فقد كتب في بدايات التلفزيون فيلم «وتشرق الشمس من جديد» و«مع إطلالة الفجر» وهما عملان وطنييان، وكتب ومثل مسلسلاً كوميدياً بعنوان «زوجة مثالية» بالإضافة إلى عدة مسرحيات تلفزيونية ذات الفصل الواحد من بطولة الراحل محمود جبر مثل «ياللي الهوى رماك يا ناعم» و«عمي زلمة سربست»، وغيرها.

بالنسبة للغة التي استخدمها فهي سهلة ومفهومة ومنسجمة مع مضمون العمل سواء كانت باللهجة العامية أم باللغة الفصحى.
لم ينسَ أيضا رفاق دربه وزملائه فتوجه إلى سيرة كفاح كل منهم وهو يشق طريقه بأظافره فكتب بزاوية صحفية سلسلة بعنوان «لهم التحية»، منهم سعد الدين بقدونس ومحمود جبر وكذلك عمر حجو وياسين بقوش اللذين أسسا مسرح الشوك، ثم انضمام الكاتب احمد قنوع إليهم والذي أسس بدوره مسرح دبابيس وكتب مسلسل «رحلة الأربعين سنة» عن قصة الفنان عبد اللطيف فتحي التي سجلت بصوت صاحبها آنذاك. وكتب عن الفنان الكاتب عبد الوهاب الجراح وما قدمه من فني شعبي في حلب و دمشق، وعن الفنان المدرسة نهاد قلعي وكيف تخرج عدد من الفنانين على يديه. وعن الفنان نزار شرابي الذي صنع معجزة بإعداده وإخراجه لمسلسل «رابعة العدوية» وهو أول عمل تلفزيوني يبث على الهواء. نال ثلاث جوائز من مهرجان الإذاعة والتلفزيون في القاهرة.
حصل على الكثير من الجوائز وآخرها ثلاث جوائز متتالية في مهرجان القاهرة للإذاعة والتلفزيون:
- الجائزة البرونزية عن مسلسل كيميا.
- الجائزة الفضية عن مسلسل «أهل حارتنا».
- الجائزة الذهبية عن مسلسل «أنا وزوجتي والحاسوب».